# Stefan Mozołowski
Stefan Andrzej Mozołowski (ur. 19 lutego 1892 w Sanoku, zm. wiosną 1940 w Charkowie) – polski lekarz neurolog, doktor nauk medycznych, pułkownik lekarz Wojska Polskiego, ofiara zbrodni katyńskiej.

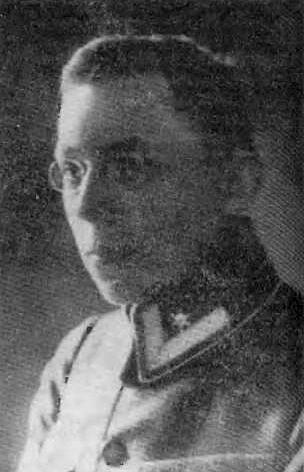
Stefan Mozołowski w mundurze oficera Legionów Polskich.

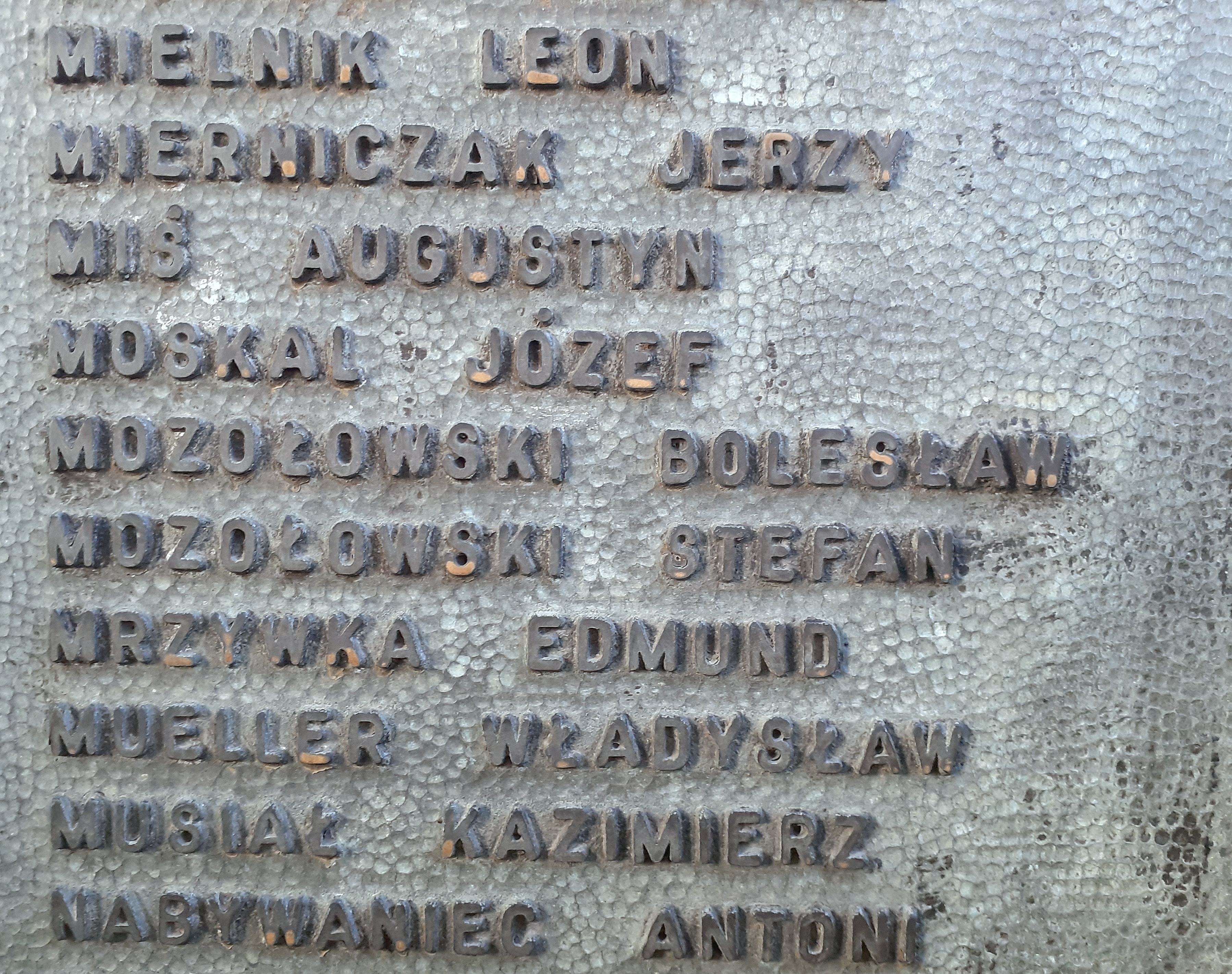
Upamiętnienie na Mauzoleum w Sanoku.

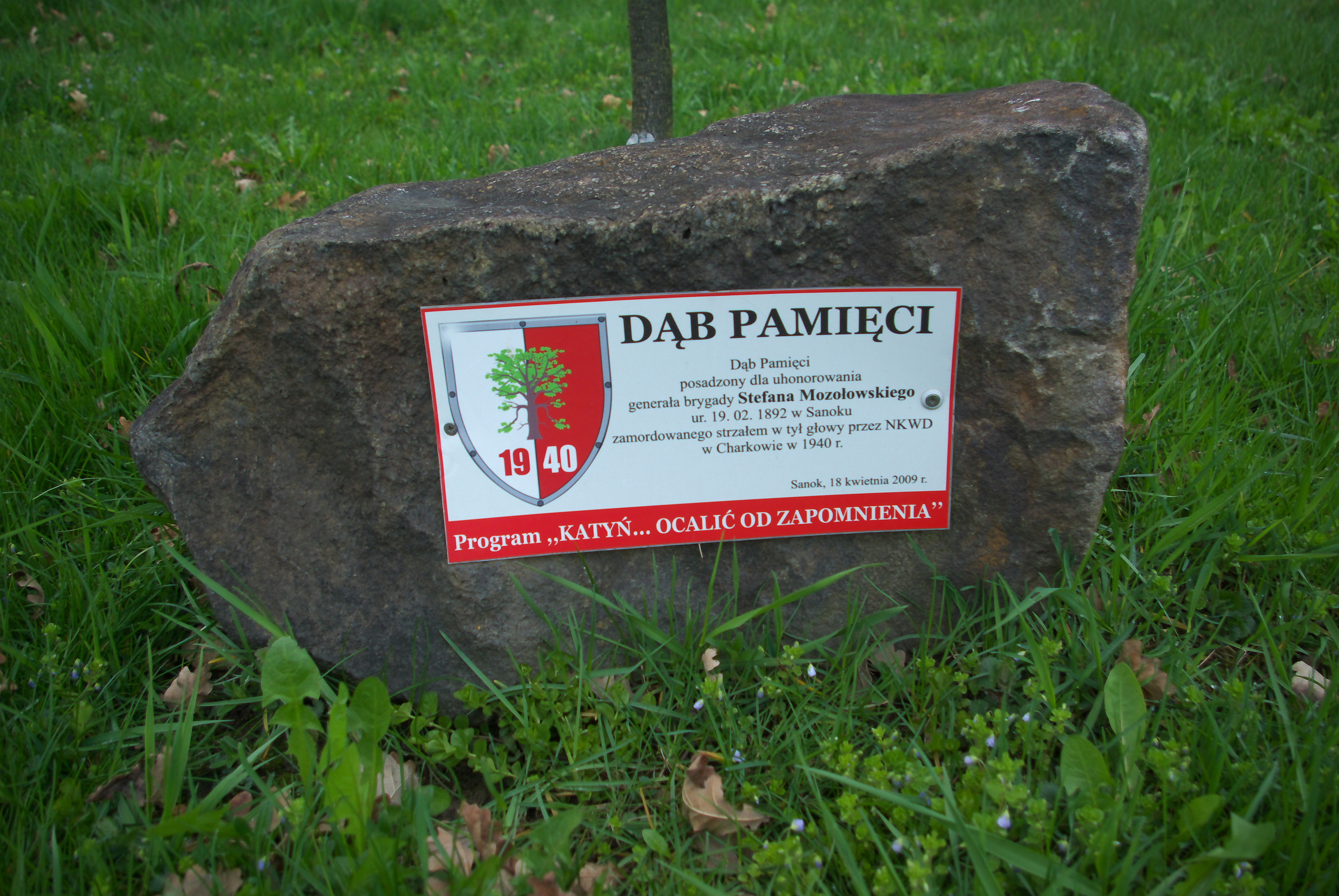
Kamień przy Dębie Pamięci honorującym Stefana Mozołowskiego w Sanoku.

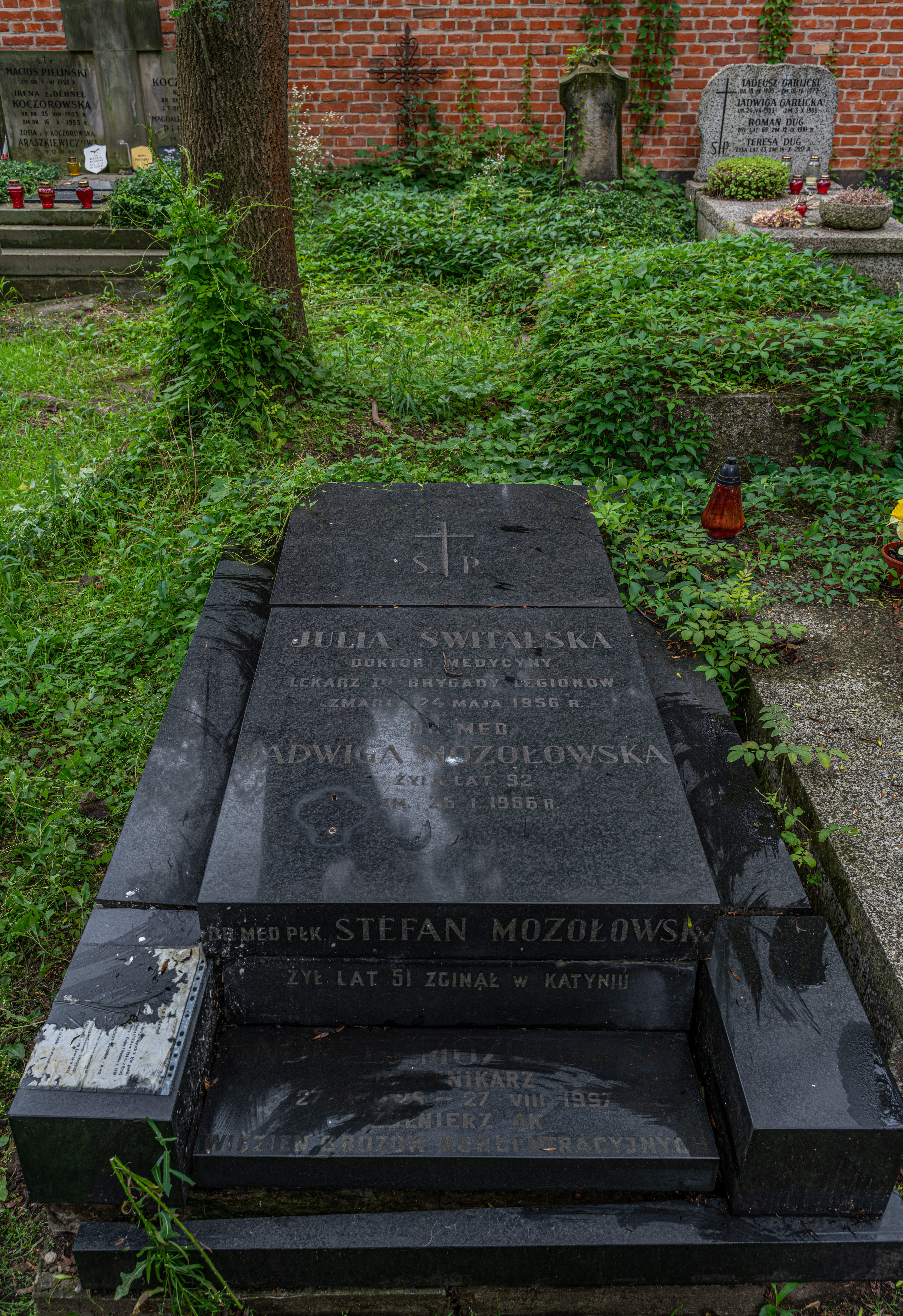
Grobowiec Mozołowskich i Julii Świtalskiej.

## Życiorys
Stefan Andrzej Mozołowski urodził się 19 lutego 1892 w Sanoku. Od dzieciństwa był wyznania greckokatolickiego. Był wnukiem dr. Józefa Wienkowskiego (lekarz w Sanoku od 1870, zm. 1894), synem Józefa (1858–1904, c.k. prowadzący księgi gruntowe w Sanoku, właściciel hotelu przy ulicy Jagiellońskiej w Sanoku) i Antoniny z domu Fijałek (1872–1900). Miał rodzeństwo: Aldonę Helenę (ur. 1890, studiowała medycynę, wpierw zamężna z Jakubowskim, synem właściciela Bóbrki, zmarłym tragicznie pracownikiem naukowym Politechniki Lwowskiej, potem żona ppłk. dr. Mariana Wowkonowicza, została lekarzem internistą), Janinę Marię (ur. 1891, nauczycielka, zamężna z Henrykiem Grotowskim, urzędnikiem magistratu miasta Lwowa), Włodzimierz (1895–1975) i Stanisława (1894–1900, zmarł w dzieciństwie, miesiąc po matce). Rodzice zmarli, gdy był dzieckiem (matka 11 czerwca 1900, ojciec 11 września 1904), po czym wychowanie osieroconej trójki rodzeństwa przejął stryj Wiktor (ojciec Bolesława), zamieszkujący w Sanoku przy ul. Kolejowej 384.
W latach 1902–1910 uczył się w C. K. Gimnazjum Męskim w Sanoku, w którym w 1910 ukończył 8. klasę z wynikiem chlubnym i zdał egzamin dojrzałości z odznaczeniem (w jego klasie byli m.in. Józef Hukiewicz, Bronisław Prugar-Ketling, Władysław Kubala, Antoni Nahurski, a także brat stryjeczny Zdzisław Mozołowski). W czasie szkolnym wraz z bratem, Włodzimierzem należał do Organizacji „Promień” (założył ją Kazimierz Świtalski, innymi aktywnymi działaczami był Samuel Herzig, Ludwik Jus). Był harcerzem. W tym okresie był wyznania greckokatolickiego. W okresie gimnazjalnym był związany z obozem tzw. „Promieniowców”, związanych ideowo z socjalistycznym i ugrupowaniem PPS, zaś sanockie środowisko orientacji skupiało się wokół jego rodziny. W 1910 rozpoczął studia na Wydziale Lekarskim Uniwersytetu Franciszkańskiego we Lwowie. Będąc słuchaczem medycyny uchwałą Rady Miejskiej w Sanoku z 1913 został uznany przynależnym do gminy Sanok.
Po wybuchu I wojny światowej wstąpił do Legionów Polskich. Służył w 1 pułku piechoty w ramach I Brygady. Pełnił funkcję chorążego oddziału sanitarnego III Brygady Legionów. Zimą 1915 ciężko przeszedł ospę w szpitalu w Szyglu, znajdując się w stanie agonii (pracowała tam także dr Julia Świtalska, żona ww. Kazimierza). 9 sierpnia 1915 został awansowany na chorążego, a 1 grudnia 1916 na podporucznika sanitarnego.
1 września 1917 uzyskał stopień doktora na Uniwersytecie we Lwowie. W tym samym roku otrzymał dyplom lekarza w specjalności chorób nerwowych. Po studiach był zatrudniony w Klinice Chirurgicznej Uniwersytetu Jagiellońskiego w Krakowie, a potem od 1917 do końca 1918 pracował na stanowisku asystenta-neurologa na Oddziale Neurologii w Szpitalu Powszechnym we Lwowie.
Po odzyskaniu przez Polskę niepodległości w 1918 został przyjęty do Wojska Polskiego. W 1919 przeniósł się do Warszawy, gdzie od 1919 pracował jako asystent na oddziale neurologicznym Szpitala Szkolnego Ujazdowskiego. Uczestniczył w wojnie z bolszewikami. Po zakończeniu działań wojennych pracował jako starszy lekarz Szkoły Podchorążych w Warszawie (1923, 1924, nadal w 1925). 3 maja 1922 został zweryfikowany w stopniu majora ze starszeństwem z dniem 1 czerwca 1919 w korpusie oficerów sanitarnych. W 1923, 1924 pozostawał oficerem nadetatowym 1 batalionu sanitarnego. W latach 30. był w kadrze oficerskiej Szkoły Podchorążych Sanitarnych. Został awansowany do stopnia podpułkownika lekarza ze starszeństwem z dniem 1 stycznia 1930. W 1932 był w kadrze oficerskiej Centrum Wyszkolenia Sanitarnego.
W 1931 został wybrany członkiem Izby Lekarskiej Warszawsko-Białostockiej na trzechletnią kadencję 1932–1934. Na przełomie lat 20./30. był członkiem zarządu i sekretarzem Naczelnej Izby Lekarskiej. W latach 30. był wiceprezesem Zrzeszenia Lekarzy Kasy Chorych. Był współzałożycielem w 1933 i działaczem Polskiego Towarzystwa Neurologicznego, którego był sekretarzem i prezesem. Przeprowadził ankietę dotyczącą potrzeb neurologii polskiej, której wyniki przedstawił 5 czerwca 1937 podczas I Zjazdu Neurologów Polskich we Lwowie. Aktywnie uczestniczył w pracy wojskowych komisji poborowych dokładając wyższy poziom obiektywnej kwalifikacji przyszłych rekrutów. Prowadził Biuro Propagandy Medycyny Polskiej zagranicą.
12 kwietnia 1935, po usunięciu płk. lek. dr. Marcina Woyczyńskiego, został mianowany przybocznym lekarzem Józefa Piłsudskiego. W tym czasie, podczas śmiertelnej choroby marszałka był w składzie stałej komisji lekarskiej czuwającej nad jego zdrowiem (byli w niej także gen. dr Stanisław Rouppert jako kierownik oraz mjr dr Henryk Cianciara i mjr dr Felicjan Tukanowicz). Był przy Piłsudskim w chwili jego śmierci 12 maja 1935 oraz sporządził akt zgonu Marszałka, a następnie pełnił asystę podczas transportu jego mózgu do Wilna. Prowadził badania nad mózgiem człowieka wraz z niemieckim lekarzem Ottonem Vogtem z Uniwersytetu Berlińskiego. 19 marca 1937 awansowany do stopnia pułkownika w korpusie oficerów zdrowia, grupa lekarzy. W 1938 został ogłoszony w nowym składzie badawczym nad mózgiem Józefa Piłsudskiego. W 1939 roku był kierownikiem naukowym Oddziału Nerwowego Szpitala Szkolnego Centrum Wyszkolenia Sanitarnego w Warszawie.

Po wybuchu II wojny światowej w czasie kampanii wrześniowej 1939 był komendantem szpitala wojennego nr 504 w Tarnopolu (w tej funkcji pozostawał jeszcze pod koniec września). Po agresji ZSRR na Polskę dokonanej 17 września 1939 został aresztowany przez Sowietów w Tarnopolu. Był przetrzymywany w obozie w Starobielsku. Stamtąd wysłał dwa listy do siostry Janiny Grotowskiej z 27 listopada 1939 i 31 stycznia 1940. Wiosną 1940 został zamordowany w Charkowie przez funkcjonariuszy NKWD i pogrzebany w Piatichatkach, gdzie od 17 czerwca 2000 mieści się oficjalnie Cmentarz Ofiar Totalitaryzmu w Charkowie. Figuruje na Liście Starobielskiej NKWD pod poz. 2194.
Postanowieniem nr 112-48-07 Prezydenta Rzeczypospolitej Polskiej Lecha Kaczyńskiego z 5 października 2007 został awansowany pośmiertnie do stopnia generała brygady. Awans został ogłoszony 9 listopada 2007 w Warszawie, w trakcie uroczystości „Katyń Pamiętamy – Uczcijmy Pamięć Bohaterów”.

### Życie prywatne
Stefan Mozołowski był żonaty z Jadwigą z domu Jaroszewicz (1893–1986), specjalistką od chorób skórnych i wenerycznych w latach 20. także zatrudnioną w Szkole Podchorążych, odznaczona Medalem Niepodległości). Mieli córkę Annę (ur. 1925), po mężu Zaniewska i syna Andrzeja (1925–1997), żołnierza, dziennikarza i pisarza. Do 1939 małżonkowie mieszkiali w kamienicy przy Alei Szucha 16.

## Publikacje
W latach 30. był redaktorem „Dziennika Urzędowego Izb Lekarskich”. Ponadto publikował w czasopismach-miesięcznikach fachowych „Lekarz Polski”, „Lekarz Wojskowy”, „Neurologia Polska”.
- O chorobie poprzedzającej zgon Pierwszego Marszałka Polski Józefa Piłsudskiego, „Lekarz Wojskowy”[67]
- Przed zgonem Marszałka Józefa Piłsudskiego / Stefan Mozołowski, „Zeszyty Historyczne”, Nr 82 (434) z 1987, s. 175–179[68]

## Odniesienia i upamiętnienie
Osoba Stefana Mozołowskiego pojawiła się w publikacji pt. Piekło kobiet Tadeusza Boya-Żeleńskiego, według którego doktor określił proponowane przepisy karzące dokonywanie aborcji w Polsce jako bezsilne i szkodliwe.
Podczas „Jubileuszowego Zjazdu Koleżeńskiego b. Wychowanków Gimnazjum Męskiego w Sanoku w 70-lecie pierwszej Matury” 21 czerwca 1958 jego nazwisko zostało wymienione w apelu poległych w obronie Ojczyzny w latach 1939–1945 oraz na ustanowionej w budynku gimnazjum tablicy pamiątkowej poświęconej poległym i pomordowanym absolwentom gimnazjum.
W 1962 Stefan Mozołowski został upamiętniony wśród innych osób wymienionych na jednej z tablic Mauzoleum Ofiar II Wojny Światowej na obecnym Cmentarzu Centralnym w Sanoku.
Stefan Mozołowski został upamiętniony inskrypcją symboliczną na grobowcu na cmentarzu Powązkowskim w Warszawie (kwatera 216), gdzie zostali pochowani jego żona Jadwiga, syn Andrzej (1925–1997) oraz ww. Julia Świtalska – siostra Jadwigi.
Stefan Mozołowski został upamiętniony przez Dęby Pamięci zasadzone 18 kwietnia 2009 na Cmentarzu Centralnym w Sanoku (zasadzenia dokonał Edward Zając) oraz 25 kwietnia 2010 w Starych Babicach.

## Ordery i odznaczenia
- Krzyż Niepodległości (29 grudnia 1933)[78][79]
- Krzyż Walecznych[56]
- Srebrny Krzyż Zasługi (30 czerwca 1925)[37][80]
- Złoty Krzyż Zasługi Cywilnej na wstążce Medalu Waleczności (Austro-Węgry, 1916)[81]